# Ateius Capiton
Pour les articles homonymes, voir Capiton.
Ateius Capiton, jurisconsulte romain, contemporain et rival d'Antistius Labéon, fondateur de l’école sabinienne, vécut sous Auguste et sous Tibère. Cet homo novus fut nommé consul suffect en 5 ap. J.-C. Il se voit confier par ces empereurs des missions de service public, pour gérer les suites de l'inondation catastrophique du Tibre en 5 av. J.-C., comme curateur des eaux, puis de nouveau pour les problèmes causés par les crues de 12 et de 15 ap. J.-C..
Il est l'auteur d'un traité De iure pontificio (« Sur le droit des pontifes »), dont des fragments ont été conservés, directement ou indirectement, par des auteurs et compilateurs plus tardifs, comme Servius.
Capiton (erreur sur la personne, problème de date dans ce paragraphe, autre Capiton), qui préparait en Germanie un soulèvement pareil à celui de Lucius Clodius Macer, plus tard, en Afrique, fut mis à mort par Aquinus et par Fabius Valens, lieutenants de légions, qui n'attendirent pas les ordres de Galba, alors commandant de l'armée de Germanie Supérieure.

## Édition
- C. Atei Capitonis fragmenta, ed. W. Strzelecki, Leipzig, Teubner, 1957.